# Manobras de Leopold

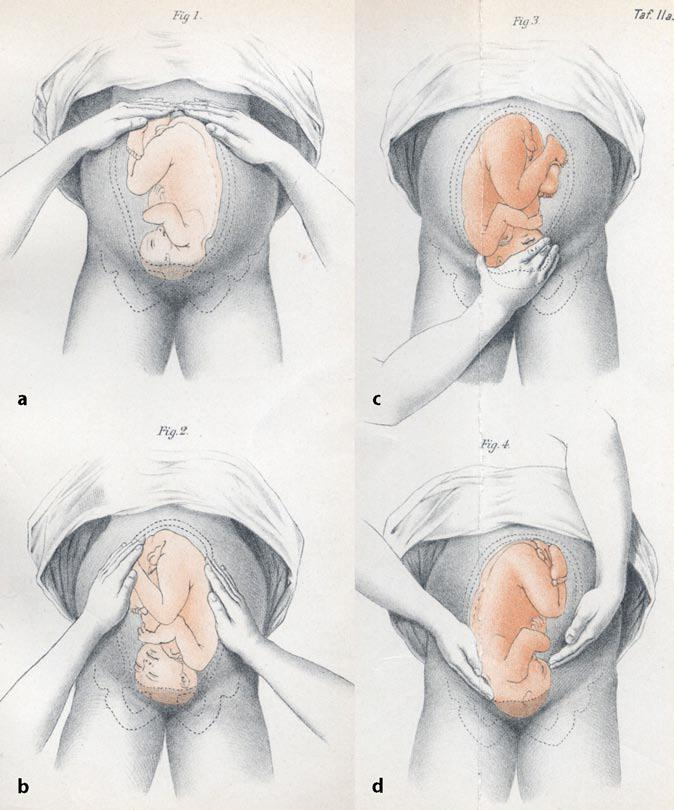
Manobras de Leopold

Na obstetrícia, as manobras de Leopold são um método comum e sistemático de se determinar a posição de um feto dentro do útero de uma mulher. Elas recebem este nome em homenagem ao ginecologista Christian Gerhard Leopold. 
As manobras consistem em quatro ações distintas, cada uma ajudando a determinar a posição do feto. As manobras são importantes porque ajudam a determinar a posição e apresentação do feto, que, em conjunto com a avaliação correta da forma da pelve materna, podem indicar se o parto será complicado ou se uma cesareana será necessária.

## Realizando as manobras
As manobras de Leopold são difíceis de serem realizadas em mulheres obesas e em mulheres que tem polidrâmnio. A palpação pode às vezes ser desconfortável para a mulher se não é tomado o cuidado para garantir que ela esteja relaxada e numa posição adequada. Para ajudar isso, o profissional primeiro deve certificar-se que a mulher esvaziou sua bexiga urinária previamente. Se ela ainda não esvaziou, ela pode necessitar de um cateter para esvaziá-la, caso a mulher não consiga fazer por conta própria. A mulher deve deitar de costas com os seus ombros levemente elevados com um travesseiro. O seu abdômen deve ser descoberto, e como ato de humanização é importante que o profissional aqueça as mãos antes da palpação.
As manobras de Leopold-Zweifel sistematizam o palpar obstétrico em fases:

### Primeira manobra
Delimitação do fundo do útero usando ambas as mãos para deprimir a parede abdominal com as bordas cubitais. As mãos ficam encurvadas, para melhor reconhecer o contorno do fundo do útero e a parte fetal que o ocupa. Com uma das mãos imprimindo súbito impulso ao pólo fetal, esse sofre um deslocamento, chamado "rechaço fetal"realizado com a mulher em decúbito dorsal .

### Segunda manobra
Ao deslizar as mãos do fundo uterino para o pólo inferior, tenta-se palpar o dorso fetal e os membros, de um ou outro lado do útero.

### Terceira manobra
Conhecida como manobra de Leopold ou Pawlick, serve para explorar a mobilidade do pólo fetal que se apresenta em relação com o estreito superior do trajeto pélvico. Tenta-se apreender esse pólo fetal entre o polegar e o indicador da mão direita, imprimindo movimentos laterais para procurar precisar o grau de penetração da apresentação na bacia.

### Quarta manobra
Com as extremidades dos dedos, palpa-se a pelve para tentar reconhecer o pólo cefálico ou o pélvico, e,assim, determinar o tipo de apresentação do concepto.